# A Portuguesa

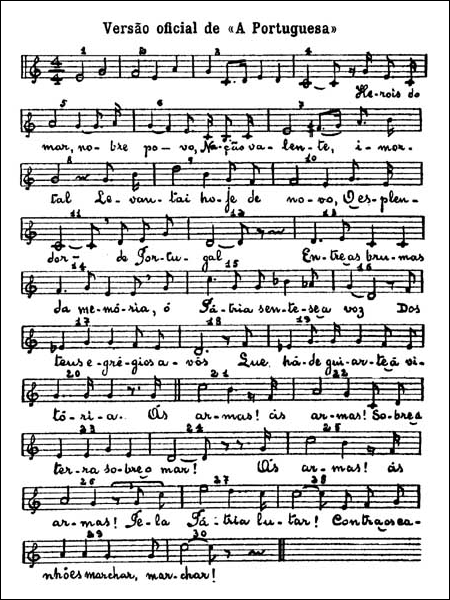
Bladmuziek van A Portuguesa

A Portuguesa is het nationale volkslied van Portugal. Het werd geschreven door Henrique Lopes de Mendonça en Alfredo Keil na het heropleven van het nationalisme veroorzaakt door het Brits ultimatum van 1890. Na de Revolte van 31 januari 1891 werd het lied verboden.
Na de val van de monarchie en de oprichting van de Portugese republiek werd het lied in 1910 als nationaal volkslied erkend. Het verving O Hino da Carta, het laatste volkslied van de constitutionele monarchie van Portugal.
De titel A Portuguesa betekent 'het Portugese (lied)'. 
| Portugese tekst Heróis do mar, nobre Povo, Nação valente, imortal Levantai hoje de novo O esplendor de Portugal! Entre as brumas da memória, Ó Pátria sente-se a voz Dos teus egrégios avós Que há-de guiar-te à vitória! REFREIN: Às armas, às armas! Sobre a terra, sobre o mar, Às armas, às armas! Pela Pátria lutar Contra os canhões marchar, marchar! Desfralda a invicta Bandeira À luz viva do teu céu Brade a Europa à terra inteira: Portugal não pereceu Beija o solo teu jucundo O Oceano, a rujir d'amor, E o teu braço vencedor Deu mundos novos ao Mundo! REFREIN Saudai o Sol que desponta Sobre um ridente porvir; Seja o eco d'uma affronta O sinal de ressurgir. Raios d'essa aurora forte São como beijos de mãe, Que nos guardam, nos sustêm, Contra as injúrias da sorte REFREIN | Nederlandse vertaling Helden van de zee, nobel Volk, Dappere, onsterfelijke natie Laat vandaag herrijzen De pracht van Portugal! Tussen de mist der herinnering, Oh Vaderland, is de stem hoorbaar Van jouw edele voorouders Die je naar de overwinning zal leiden! REFREIN: Te wapen, te wapen! Te land en ter zee, Te wapen, te wapen! Vechten voor het Vaderland Tegen de kanonnen marcheren, marcheren! Ontvouw de onoverwinnelijke Vlag In het heldere licht van jouw hemel Europa schreeuwt naar heel de wereld uit: Portugal is niet vergaan Jouw gelukkige land wordt gekust Door de Oceaan, brullend van liefde, En jouw overwinnende arm Heeft de Wereld nieuwe werelden gegeven! REFREIN Begroet de Zon die rijst Boven een glimlachende toekomst; Laat de echo van een belediging Het signaal voor wederopleving zijn. Stralen van die machtige zonsopgang Zijn als kussen van een moeder, Die ons beschermen, ons ondersteunen, Tegen de beledigingen van het lot. REFREIN |